# جزيرة المخروط (سوريا)
جزيرة المخروط هي إحدى الجزر السورية الماهولة بالسكان تبلغ مساحتها 16 متر²، تقع مقابل قرية حصين البحر الصناعية في طرطوس، ويوجد حولها نبع ذات مياه صافية ويقال بوجود النفط حولها وهي منطقة سياحية للجلوس والسباحة وأيضا هي جزيرة تحتوي على الملح الصخري ولكن بدون أي استثمار. يمكن الذهاب إليها من خلال قارب صغير مقابلها.  وقبل 80 سنة، كانت مساحتها 178 متر² لكن الجزيرة تفتت بسبب تفكك بعض صخورها بسبب المواد الكيميائية التي خلفها معمل الاسمنت مقابلها.